# Michael Angarano
Michael Anthony Angarano (Brooklyn, Nova Iorque, 3 de dezembro de 1987) é um ator norte-americano.

## Biografia
Angarano nasceu no Brooklyn, em Nova Iorque, descendente de italianos, tem dois irmãos mais novos Erica e Andrew. Possui uma irmã mais velha chamada Kristen. Filho de "Grande" Mike e Doreen Angarano. A família Angarano é dona e trabalha em quatro estúdios de dança famosos, localizados em Nova Iorque e Los Angeles, chamados "Reflexos da dança", onde Doreen dirige e leciona e Erica dança. Michael se mudou para Los Angeles e estudou na San Diego State University, ele também é graduado na "Crespi Carmelita High School" em 2005.
O primeiro filme de Angarano foi "Pequenos Segredos" em 2002, juntamente com Evan Rachel Wood e David Gallagher. Ele apareceu nos filmes Sky High e Lords of Dogtown, os dois lançados no verão de 2005. Michael recentemente apareceu no seriado de televisão Will and Grace como Elliott, o filho de Jack McFarland.
Em 2007, Angarano apareceu em oito episódios do seriado 24 horas, como Scott Wallace, um adolescente levado como refém por um terrorista.
Angarano atualmente vive em Los Angeles. Entre 2005 e 2006, participou dos filmes Bondage, Black Irish, Man in the Chair, Snow Angels e The Final Season, todos os quais já lançados.
Em 2008 um dos trabalhos que Michael participou junto de Jackie Chan e Jet Li, do filme O Reino Proibido.

## Vida pessoal
Angarano esteve em um relacionamento com a atriz Juno Temple, com quem ele viveu em Los Feliz, Los Angeles, até 2016.

## Filmografia

### Filmes
| Ano  | Título                             | Papel              | Notas                     |
| ---- | ---------------------------------- | ------------------ | ------------------------- |
| 1996 | Childhood's End                    | Primeiro menino    |                           |
| 1996 | I'm Not Rappaport                  | Cowboy de 3 anos   |                           |
| 1997 | For Richer or Poorer               | Sammy Yoder        |                           |
| 1998 | River Red                          | Jovem Tom          |                           |
| 1999 | Music of the Heart                 | Nick (7 anos)      |                           |
| 1999 | Baby Huey's Great Easter Adventure | Nick               |                           |
| 2000 | Almost Famous                      | Jovem William      |                           |
| 2000 | The Brainiacs.com                  | Matt Tyler         |                           |
| 2002 | Little Secrets                     | Philip             |                           |
| 2002 | The New Kid                        | Austin             |                           |
| 2003 | Seabiscuit                         | Jovem Red Pollard  |                           |
| 2004 | The Dust Factory                   | Rocky Mazzelli     |                           |
| 2004 | Speak                              | David Petrakis     |                           |
| 2005 | Dear Wendy                         | Freddie            |                           |
| 2005 | Sky High                           | Will Stronghold    |                           |
| 2005 | Lords of Dogtown                   | Sid                |                           |
| 2006 | One Last Thing...                  | Dylan              |                           |
| 2006 | The Bondage                        | Charlie            |                           |
| 2007 | The Final Season                   | Mitch Akers        |                           |
| 2007 | Man in the Chair                   | Cameron            |                           |
| 2007 | Snow Angels                        | Arthur             |                           |
| 2007 | Black Irish                        | Cole               |                           |
| 2008 | The Forbidden Kingdom              | Jason Tripitikas   |                           |
| 2009 | Gentlemen Broncos                  | Benjamin Purvis    |                           |
| 2010 | Ceremony                           | Sam Davis          |                           |
| 2011 | The Art of Getting By              | Dustin             |                           |
| 2011 | Red State                          | Travis             |                           |
| 2011 | Noah's Ark: The New Beginning      | Townsman           | Voz                       |
| 2011 | Haywire                            | Scott              |                           |
| 2012 | The Brass Teapot                   | John               |                           |
| 2013 | The End of Love                    | Ele mesmo          |                           |
| 2013 | The English Teacher                | Jason Sherwood     |                           |
| 2013 | Empire State                       | Eddie              |                           |
| 2015 | Wild Card                          | Cyrus Kinnick      |                           |
| 2015 | The Stanford Prison Experiment     | Christopher Archer |                           |
| 2017 | Avenues                            | Max                | Escritor;diretor;produtor |
| 2017 | Sun Dogs                           | Ned Chipley        |                           |
| 2018 | In a Relationship                  | Owen               |                           |

### Televisão
| Ano                      | Título              | Papel                                | Notas                                                                     |
| ------------------------ | ------------------- | ------------------------------------ | ------------------------------------------------------------------------- |
| 1995                     | Saturday Night Live | Filho de David Duchovny]]            | 1 episódio: "David Duchovny/Rod Stewart"                                  |
| 1995                     | New York News       |                                      | 1 episódio: "Welcome Back Cotter"                                         |
| 1997                     | Stranger in My Home | Drew                                 | Filme televisivo                                                          |
| 1997                     | Cybill              | Timmy                                | 1 episódio: "The Wedding"                                                 |
| 1998                     | Grace & Glorie      | Bicycle Kid                          | Filme televisivo                                                          |
| 1998                     | The Pretender       | Patrick Harper                       | 1 episódio: "Stolen"                                                      |
| 1999                     | As the World Turns  | Matthew John "M.J." Dixon            |                                                                           |
| 1999                     | Seven Days          | Evan Hamilton                        | 1 episódio: "For the Children"                                            |
| 2000–2001                | Cover Me            | Chance Arno                          | Elenco regular, 24 episódios                                              |
| 2001                     | Say Uncle           | Nick                                 | Filme televisivo                                                          |
| 2001–2006, 2017–presente | Will & Grace        | Elliot                               | 13 episódios                                                              |
| 2003                     | Maniac Magee        | Jeffrey Lionel Magee                 | Filme televisivo                                                          |
| 2003                     | My Life with Men    | Ben                                  | Piloto                                                                    |
| 2003                     | ER                  | Zack                                 | 1 episódio: "The Greater Good"                                            |
| 2004                     | Less than Perfect   | George Denton                        | 2 episódios: "The Crush", "Claude's 15 Minutes of Christmas"              |
| 2005                     | Summerland          | Jeb Ekhart                           | 2 episódios: "Leaving Playa Linda", "Where There's a Will There's a Wave" |
| 2005                     | Kevin Hill          | Ethan Claypool                       | 1 episódio: "Only Sixteen"                                                |
| 2007                     | 24                  | Scott Wallace                        | 4 episódios                                                               |
| 2012                     | Entry Level         | Jake                                 | Filme televisivo                                                          |
| 2014–2015                | The Knick           | Dr. Bertram "Bertie" Chickering, Jr. | Elenco Regular 20 episódios                                               |
| 2014                     | Drunk History       | Walt Disney                          | 1 episódio: "Hollywood"                                                   |
| 2017                     | I'm Dying Up Here   | Eddie Zeidel                         | Elenco regular, 20 episódios                                              |
| 2017–18                  | Mom                 | Cooper                               | 2 episódios                                                               |
| 2018                     | This Is Us          | Nick Pearson                         | Papel recorrente; 3ª temporada                                            |